# Кароліна Пармська
Кароліна Пармська (італ. Carolina di Borbone-Parma), повне ім'я Кароліна Марія Тереза Джузеппа Бурбон-Пармська (італ. Carolina Maria Teresa Giuseppa di Borbone-Parma); 22 листопада 1770 — 1 березня 1804) — пармська принцеса з династії Бурбонів, донька герцога Парми Фердинанда I та австрійської ерцгерцогині Марії Амалії, дружина принца Саксонії Максиміліана, матір королів Саксонії Фрідріха Августа та Йоганна.

## Біографія
Кароліна народилась 22 листопада 1770 року в Пармі. Вона була первістком в родині герцога Парми Фердинанда I та його дружини Марії Амалії Австрійської. Своє ім'я новонароджена отримала на честь хрещених батьків: двоюрідного діда Карла III, який в той час правив Іспанією, та можновладної бабусі Марії Терезії.
Згодом в сім'ї з'явилися двоє синів та ще чотири доньки.
Тітка Кароліни, Марія Крістіна описувала племінницю як вродливу, але меланхолійну дитину. Із братом Луїджі вони були улюбленками батьків.
Наприкінці 1780-х герцогська родина відвідала Саксонію. Кароліна мала змогу ближче познайомиться із саксонським принцом Максиміліаном, який до того часто бував в Італії, і, за свідченнями очевидців, закохалася в нього. Матір згодом дала дозвіл на цей шлюб, хоча Максиміліан і не був спадкоємцем престолу.
У віці 21 року Кароліна одружилася із 33-річним принцом Максиміліаном. Шлюбний контракт було підписано 22 квітня у Пармі. Вінчання відбулося 9 травня 1792 у Катедральному соборі Дрездена. Шлюб та життя Кароліни в Саксонії змальовуються щасливими та гармонійними. У подружжя народилося семеро дітей.
За три місяці після народження меншої доньки Кароліна померла від хвороби, яка перебігала з гарячкою. Її поховали у крипті придворної церкви палацу.

## Титули
- 22 листопада 1770 — 22 квітня 1792 — Її Королівська Високість Принцеса Кароліна Пармська;
- 22 квітня 1792 — 1 березня 1804 — Її Королівська Високість Принцеса Кароліна Саксонська.

## Родина
Чоловік — Максиміліан Саксонський
Діти:
- Амалія (1794—1870) — письменниця та композиторка, була таємно одружена, мала сина;
- Марія Фердинанда (1796—1865) — дружина великого герцога Тоскани Фердинанда III, дітей не мала;
- Фрідріх Август (1797—1854) — король Саксонії у 1836—1854 роках, був двічі одруженим, мав лише позашлюбного сина;
- Клемент (1798—1822) — принц Саксонський, одруженим не був, дітей не мав;
- Марія Анна (1799—1832) — дружина великого герцога Тоскани Леопольда II, мала трьох доньок;
- Йоганн (1801—1873) —король Саксонії у 1854—1873 роках, був одруженим з Амалією Августою Баварською, мав дев'ятеро дітей;
- Марія Жозефа (1803—1829) — дружина короля Іспанії Фердинанда VII, дітей не мала.